# Pokljuka
Pokljuka je z gozdom pokrita visoka kraška planota v Julijskih Alpah. Je največja zaokrožena gozdna površina v Triglavskem narodnem parku. Dolga je 20 km in skoraj toliko tudi široka. V razponu od 1000 do 1400 m je okoli 6300 ha gozdov, v katerih prevladuje smreka.
Razgibano površje skritih brezen, zaraščenih kont in vrtač in dolinic je ostanek delovanja pokljuškega ledenika. Za njim so ostala pokljuška barja in zamočvirjene, težko prehodne gozdne površine. Barja spadajo med najjužnejša visoka barja v Evropi.

## Podnebje
Prevladuje alpsko podnebje ali višinsko podnebje gorskih planot in kotanj. Obilne padavine, kratka vegetacijska doba, dolgotrajna snežna odeja in veliki temperaturni ekstremi z mrazišči, so tipični za planoto. Količina padavin pada od zahoda proti vzhodu. Največ jih je ob vznožju Debele peči (tudi do 3000 mm letno). Povprečje se giblje med 1900 in 1300 mm. Najbolj deževni meseci so: september, oktober, april in maj, precej sušna sta januar in februar.

## Izoblikovanje planote
Pokljuko je izoblikovalo zakrasevanje, čeprav na prvi pogled ni kraška. Se pa kraška osnova kaže v pomanjkanju vode. Njen podzemni kraški labirint je zakladnica pitne vode, ki odteka na bohinjsko in zgornjesavsko stran. Planoto so zelo preoblikovali tudi ledeniki (bohinjski in radovinski ledenik), ki so na več področjih zajezili vodni odtok, da so nastala jezerca, iz katerih so se kasneje razvila barja.
Večji del Pokljuke gradijo triasni apnenec in dolomit, na posameznih mestih se pojavljajo kamnine iz jure, precej je tudi manj vododržnih plasti, kot so werfenski skladi, laporji, skrilavci, jurski skladi, na katere so vezani površinski vodotoki.
Večina površine ima bazično geološko podlago. V južnem delu je apnenec zelo čist. Močnejšemu preperevanju so podvržene predvsem plasti laporja, meljevca in lapornega apnenca. Čistega dolomita je malo. Manjši del planote ima kislo geološko podlago. Sedimente (jezerske in barske) najdemo na jugovzhodnem delu. Jezerska kreda se pojavlja na površini le v manjši golici v Marostah, sicer pa jo prekrivajo barjanski sedimenti.
Na jugozahodnem delu Pokljuke se dvigajo osamljeni vrhovi: Mesnovec (1536 m), Javorov vrh (1482 m), Rušov vrh (1455 m), v jugovzhodnem delu pa nekoliko nižje hribovje, z najvišjim vrhom Kokošinjco (1390 m) (Melik, 1954).
V osrednjem delu Pokljuke, ki jo gradijo jurske plasti, se pojavlja več manjših vodotokov, ki pa hitro poniknejo. Na Mrzlem studencu se pojavljajo izdatnejši in trajni studenci, ob Konjščici priteka Ribnica, na južnem robu pa Jerečica. Na obrobju planote so pogostejši hudourniki. Ribšica je pri vasi Zatrnik v apniško planoto Pokljuško Luknjo izdolbla slikovito deber, ki je v večjem delu pravi vintgar, sicer pa ima značaj kanjona z navpičnimi stenami.
Grbinasti travniki predstavljajo izrazito drobno valovito površje in so nastali v dolgotrajnem procesu mehanskega spiranja in kemijskega raztapljanja podlage iz apnenca in dolomita.

## Gozdovi
Prvi zapisani podatek o pokljuških gozdovih je v izročitveni listini iz leta 1004, s katero je nemški cesar Henrik II. Sveti (972-1024) daroval briksenškemu škofu Albuinu posest med Savo Dolinko in Savo Bohinjko. V 16.st., ko je železarstvo doseglo svoj višek, so na Pokljuki kopali in talili železovo rudo, zato pa rabili veliko drv. Bukev so počasi nadomestili s smreko. Pred nekaj stoletji so na Pokljuki prevladovali bukovi gozdovi, ki pa so danes zaradi intenzivnega oglarjenja v preteklosti močno razredčeni. Leta 1837 je bil izdelan prvi gozdarski načrt, v katerem so popisali opustošene gozdove in predpisali način obnove.
Pokljuka je največja gozdna površina v Triglavskem narodnem parku. Od 1000 do 1400 m nadmorske višine je okoli 6300 ha gozdov. Med drevesnimi vrstami prevladuje smreka s 97 odstotnim deležem, jelka, macesen in listavci pa enakovredno zavzemajo le preostale 3 odstotke. Smrekovi gozdovi na Pokljuki dajejo posebno kvaliteten - resonančni les, ki nastane zaradi počasne rasti. Gozd se tukaj pomlajuje skoraj povsem naravno. Ob vzniku znaša število drevesnih klic do 10.000.000 na ha, v odraslem gozdu pa je dreves le še 350. V zaostrenih ekoloških razmerah pomlajevanje ovira kratka vegetacijska doba, nizke temperature, slabi talni pogoji, veliko število rastlinojede divjadi in gozdna paša.

## Barja
Šotno barje je pomemben življenjski prostor redkih in ogroženih rastlinskih vrst ter prispeva k biotski pestrosti. Barja ležijo večinoma na karbonatni podlagi, ki ji je pogosto primešan tudi roženec. Barja so se ohranila le na nekaterih krajih, predvsem v najnižjem območju široke planine Goreljek in pod Grajsko planino. Šijec, Veliko Blejsko barje, Goreljek in Mlake pod Javorovim vrhom so največja, poleg njih bi našteli še vsaj ducat manjših. Nekatera so dobro ohranjena, nekaterim grozi skorajšnje uničenje. Visoka barja na Pokljuki predstavljajo izjemno naravno vrednoto.

## Živalstvo
Živalstvo je na Pokljuki razmeroma slabo preučeno. Varstveno pomembne in lovne živali so: beloprsi jež (Erinaceus concolor), različne rovke, navadni krt (Talpa europaea), mali podkovnjak (Rhinolophus hipposideros), različni netopirji, poljski zajec (Lepus europaeus), planinski zajec (Lepus timidus), navadna veverica (Sciurus vulgaris), drevesni polh (Dryomys nitedula), volk (Canis lupus), lisica (Vulpes vulpes), velika podlasica ali hermelin (Mustela erminea), kuna belica (Martes foina), navadni jelen (Cervus elaphus), srna (Capreolus capreolus), gams (Rupicapra rupicapra), muflon (Ovis ammon), razne ptice (kragulj, skobec, kanja, planinski orel, postovka, gozdni jereb, divji petelin, sloka, grivar, kukavica, mali skovik, lesna sova, kozača, ....) in druge. Pokljuka je med najpomembnejšimi območji za divjega petelina.
Skozi pokljuške gozdove vodijo stoletja stare selitvene poti rjavih medvedov (Ursus arctos). Zadržujejo se najpogosteje na Zgornjih in Spodnjih Pokljuških rovtih, na območju Lipnice pod Debelo pečjo, na planini Klek, v Stresenici pod Klečco, med Gorjušami in Rčitnim ter med Mesnovcem in Medvedovimi kontami.

## Rastlinstvo
Najbolj značilna vegetacija na Pokljuki so bukovi in smrekovi gozdovi, alpsko ruševje ob gozdni meji in v mraziščnih kontah ter visokogorska barjanska vegetacija. Planota Pokljuka skriva več predelov, kjer rastejo šotni mahovi, značilna rastlina šotnih barij.

## Turizem in šport
Pokljuka je izhodišče za številne planinske ture v visokogorje Julijskih Alp. Na obrobju ogromnih gozdov na številnih prastarih planinah še danes pasejo živino, popotnik pa se lahko okrepča s kozarcem domačega kislega mleka, s skuto ali pa poizkusi na planini narejeno maslo in sir. Vsaka planina je nekaj posebnega, značilne pa so lesene bajte, prekrite s skodlami, skrbno umeščene v naravno okolje. Izdelava oglja v oglarskih kopah je zanimiva turistična oživitev tradicije in spomin na dogodke iz ne tako davne preteklosti 19.stoletja, ko je bilo oglje glavni energetski vir za talilnice železove rude.
Pozimi prekrije Pokljuko debela snežna odeja, vendar so dostopne ceste z blejske in bohinjske smeri hitro prevozne. Vlečnice ob Šport hotelu Pokljuka, ob gostišču Jelka, pod Viševnikom dopolnjujejo ponudbo urejenih tekaških prog, ki so speljane med smrekovimi gozdovi. Pozimi na Pokljuki prirejajo mednarodna biatlonska tekmovanja (tudi svetovni pokal).
Leta 2009 je bil na Rudnem polju zgrajen prvi zimskošportni center pri nas, Športni center Triglav Pokljuka, ki vključuje tudi Biatlonski stadion Pokljuka in Hotel Center Pokljuka, tam pa se nahaja še Vojaški gorski center Rudolfa Badjure.
Preko Pokljuke poteka več označenih planinskih in učnih poti:
- Planinska pot od Koprivnika do planine Lipance in planine Klek
- Učna pot šotno Barje Goreljek
- Pokljuška pot - parkovna in gozdarska učna pot
- Turistično sirarska pot mimo številnih naravnih in kulturnih znamenitosti, planin in kmetij
- Železna pot, ki povezuje točke pomembnih arheoloških najdišč

Na Pokljuki je priljubljeno nabiranje gob, gozdnih sadežev in zelišč in gorsko kolesarjenje.

## Kulturno-zgodovinske znamenitosti
- župnijska cerkev sv. Križa na Koprivniku,
- stavbna dediščina pašnih planin (na Goreljku obnovljen Knoflnov stan),
- ostanki srednjeveškega rudarstva (planina Klek, Rudno polje, planina Lipanca).

Na območju Goreljka sta 2 spominski obeležji. Grobišče borcev 3. bataljona Prešernove brigade predstavlja kamniti zid in štiri granitni kvadri in borcev Gradnikove brigade, ki so padli 15. 12. 1943. Avtor ureditve grobišča je Edo Ravnikar. V bližini je tudi spomenik padlim.

## Planine in naselja
Najbolj znane so planine: Klek, Lipanca, Praprotnica, Zajamniki, Jelje, Uskovnica, Javornik, Kranjska dolina, Konjska dolina, Velika raven, Belska planina, Grajska planina, Rečiška planina, Rudno polje ter Repečnikov rovt. Na nekaterih izmed njih se od junija do septembra še vedno pase živina in pri pastirjih lahko kupite mleko, skuto in sir.
Naselja so redka. Na obrobju Pokljuke so Zatrnik, Gorjuše, Koprivnik v Bohinju in Podjelje, in manjši zaselki, ki so večinoma na pobočjih vzhodnega in južnega roba planote. Med naselja štejemo tudi nekdanjo planino Goreljek, kjer stalnih prebivalcev skoraj ni, je pa največje počitniško naselje v Triglavskem narodnem parku.

## Planinske koče
- Blejska koča na Lipanci (1633 m), kjer lahko tudi prenočite
- Koča Planinka (1288 m) na planini Goreljek

## Promet
Preko Pokljuke vodita državni regionalni cesti III. reda-turistični cesti in sicer od Gorij, Krnice, Mrzlega Studenca do Jereke ter od Mrzlega Studenca do Rudnega polja. Občinska cesta poteka od odcepa regionalne ceste na Mrzlem Studencu do Rudnega polja skozi Zgornji in Spodnji Goreljek proti Koprivniku. Številne so gozdne ceste, ki so praviloma zaprte za promet z zapornicami. Za mirujoči promet - za obiskovalce so urejena številna parkirišča.